# Панін Микита Іванович
Микита Іванович Панін (рос. Никита Иванович Панин, нар. 18 вересня 1718, Данціґ — пом. 30 листопада 1788) — російський державний діяч, граф, дипломат.
У 1763 — 1781 очолював Колегію іноземних справ Росії.

## Життєпис
Дитинство провів у Пернові (Пярну), де його батько був комендантом.
У 1740 підвищений від вахмістра кінної гвардії до корнета.
У 1747 призначений послом у Данії, через кілька місяців переведений у Стокгольм (Швеція), де працював послом до 1760. Там він намагався послабити позиції шведської королівської влади, що було вигідно Російській імперії в боротьбі за сфери впливу у Скандинавії. У Швеції Панін став прихильником ідеї просвітництва та конституційного ладу.
Покровителем Паніна був голова Колегії іноземних справ Олексій Бестужев-Рюмін. Після того, як Катерина II в 1758 звільнила Бестужева-Рюміна та забрала в нього всі звання та титули, позиції Микити Паніна значно послабилися.
29 червня 1760 призначений вихователем царевича Павла I Петровича. Імператор Петро III частково довіряв Панінові, але постійно тримав біля нього одного зі своїх флігель-ад'ютантів. Нагороджений орденом Андрія Первозванного, отримав чин дійсного таємного радника. Діяч розумів необхідність обмеження імператорської влади, тому підтримував ідеї державного перевороту проти Петра III. Союзниками під час перевороту стали серед інших княгиня Дашкова, Григорій Орлов, Кирило Розумовський та Григорій Теплов. Унаслідок зміни влади на імператорський престол вступила Катерина II. Панін хотів обмежити абсолютну владу монарха, запропонував імператриці проєкт реформи сенату, а також створення імператорської ради. За задумом Микити Паніна Сенат повинен був складатися з 6-8 міністрів і мав би вирішальне право затверджувати документи та укази запропоновані імператором. Катерина відхилила цю ідею, не бажаючи обмежувати свою владу. Проте Панін не втратив прихильності імператриці, оскільки він відіграв важливу роль у перевороті, внаслідок якого Катерина вступила на престол, а також мав великий вплив на юного Павла Петровича.